# VV IJsselmeervogels
Der Voetbalvereniging IJsselmeervogels (Fußballverein IJsselmeer-Vögel) ist ein niederländischer Fußballverein aus Spakenburg am IJsselmeer. Mit sieben Amateurmeisterschaften sind die IJsselmeervogels der erfolgreichste niederländische Amateurfußballverein. Der größte Erfolg in der Vereinsgeschichte ist indes das Erreichen des KNVB-Pokalhalbfinales 1975. Gekrönt wurde das Erfolgsjahr mit der Auszeichnung zur Mannschaft des Jahres in den Niederlanden als bislang einziger Amateurverein. Der VV spielt derzeit (2013/14) in der höchsten Amateurliga, der drittklassigen Topklasse (Samstagsgruppe), deren erster Gesamtmeister er 2011 wurde. Nach zwei durchwachsenen Spielzeiten stehen De Vogels (Die Vögel) im Dezember 2013 auf dem 1. Platz ihrer Topklassengruppe und erreichten nach zwei Siegen über Profimannschaften das Achtelfinale des KNVB-Pokal 2013/14, in dem sie Ajax Amsterdam vor ausverkaufter heimischer Kulisse mit 0:3 unterlagen.
Trainiert wird der VV seit dem 28. März 2013 von dem ehemaligen Spieler und Trainer der Eredivisie Gert Kruys; bekanntester Spieler im Kader der Saison 2013/14 ist der ehemalige niederländische Erstligaakteur Bas van den Brink.
Die IJsselmeervogels haben rund 1850 Mitglieder und einige hundert aktive organisierte Fans, für einen reinen Amateurfußballverein einer Kleinstadt ungewöhnlich hohe Zahlen.

## Erfolge (Auswahl)
- Niederländischer Amateurmeister: 1976, 1977, 1983, 1995, 2006, 2010, 2011[1]
- Niederländischer Amateurpokalsieger: 1996
- Halbfinale des KNVB-Pokals: 1974/75